# Algeciras Port
Algeciras Port är en hamn i Spanien.   Den ligger i provinsen Provincia de Cádiz och regionen Andalusien, i den södra delen av landet, 500 km söder om huvudstaden Madrid. Algeciras Port ligger 2 meter över havet.   Närmaste större samhälle är Algeciras, 0,88 km väster om Algeciras Port. 